# Liste des présidents du conseil général de la Seine

## Les présidents du conseil général de la Seine

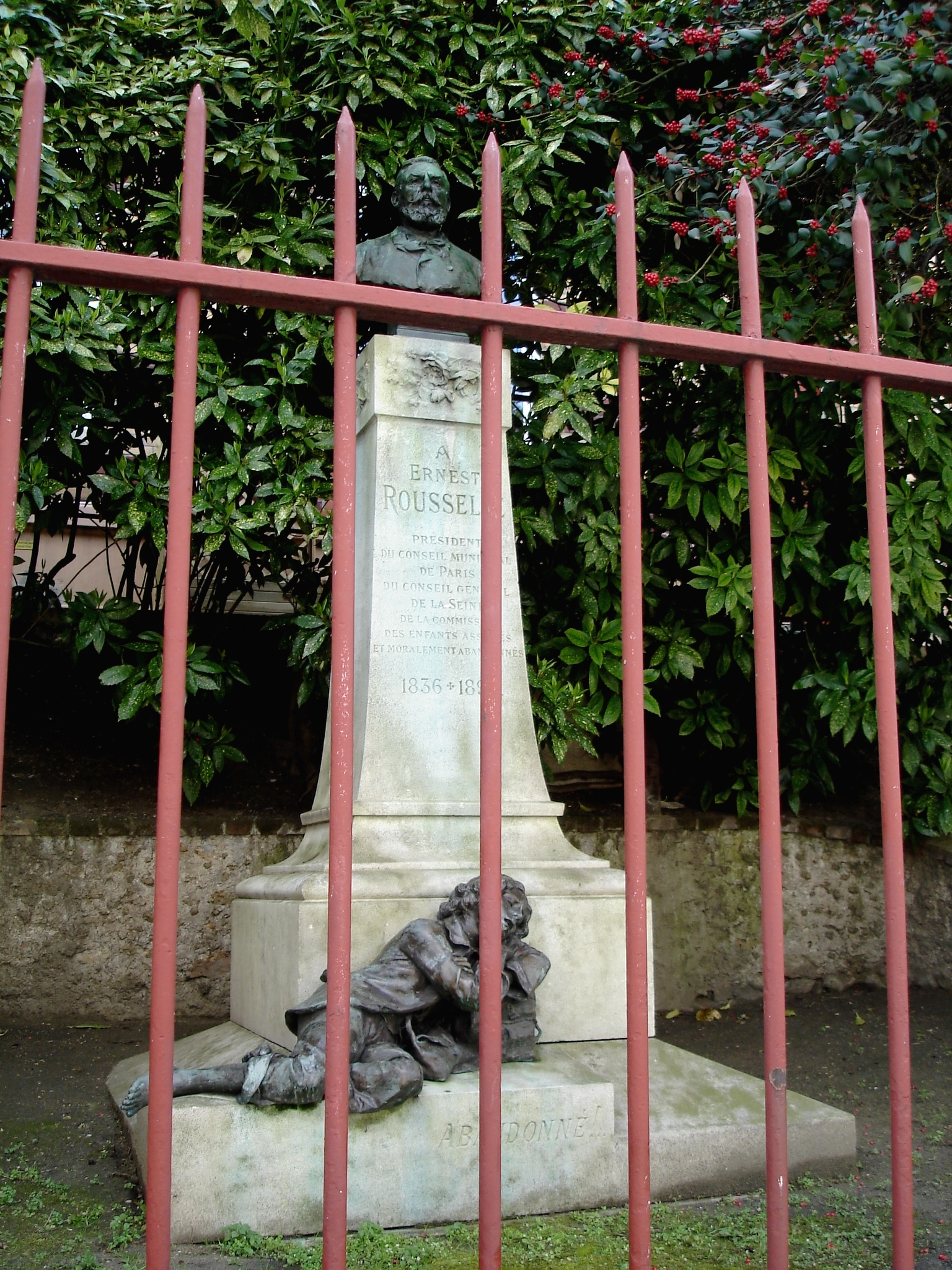
Buste d'Ernest Rousselle, érigé devant le 69, boulevard Auguste-Blanqui, à Paris

La fonction de président du conseil général de la Seine était distincte de la fonction du président du conseil municipal de Paris. Toutes deux, renouvelables annuellement, ne se cumulèrent plus, après la double présidence de Joseph Vautrain (1871-1874), au début de la Troisième République. 
Les conseillers municipaux parisiens, qui siégeaient d'office au conseil général de la Seine, étaient plus nombreux que les conseillers généraux élus en banlieue. En 1871, 80 conseillers municipaux côtoyaient 8 élus du reste du département de la Seine. En 1959 lors du dernier renouvellement du conseil général, la ville de Paris déléguait 90 conseillers généraux, alors que la banlieue en déléguait 60. Or c'est vers cette date que la population cumulée des 80 autres communes du département égalait celle de Paris-ville. Ce déséquilibre se retrouvait lors de l'élection du président du conseil général. Cependant de nombreux élus de la banlieue ont été élus à la tête du conseil général, notamment après 1945. Ce fait prenait en compte l'augmentation du poids démographique de la périphérie de Paris. Le dernier président du conseil général a pourtant été un élu de Paris. Ses fonctions cessèrent le 1er janvier 1968, date de la disparition du département de la Seine.
- Louis-Édouard Besson
- Joseph Vautrain (1871-1874)[3]
- Pierre Outin (1875)[4]
- Jules Léveillé (1875-1876)[5]
- Ernest Lefèvre (1876-1877)
- Maurice Engelhard (1878)
- Henri Mathé (1878-1879)
- Léon Réty (1879-1881)
- Ernest Thorel  (1881-1882)[6]
- Barthélemy Forest (1882-1884)[7]
- Georges Martin (1884-1885)
- Ernest Rousselle (1885-1886)
- Alphonse Darlot (1886-1887)
- Édouard Jacques (1887-1889)[8]
- Paul-Louis Viguier (1889-1891)[9],[10]
- Anselme Péan (1891-1892)[11] : premier élu de la banlieue à accéder à la présidence.
- Louis Deschamps (1892-1893)
- Adolphe Patenne (1893-1894)[12]
- Athanase Bassinet (1894-1895)[13]
- Louis Lucipia (1895-1896)[14]
- Auguste Gervais (1896-1897)[15]
- Émile Dubois (1897-1898)[16]
- Alfred Thuillier (1898-1899)[17]
- Léon Piettre (1899-1900)[18]
- Adolphe Chérioux (1900-1901)[19]
- Adrien Veber (1901-1902)[20]
- Ariste Hémard (1902-1903)[21]
- Ernest Caron (1903-1904)[22]
- Émile Landrin (1904-1905)[23]
- Léon Barbier (1905-1906)[24]
- Auguste Ranson (1906-1907)
- Félix Roussel (1907-1908)
- Manuel Paul Marquez (1908-1909)[25]
- Pierre Lampué (1909-1910)[26]
- Henri Galli (1910-1911)[27]
- François Laurent-Cély (1911, décès)[28]
- Émile Girard (1911-1912)[29]
- Robert Poirier de Narçay (1912-1913)[30]
- Maurice Quentin (1913-1914)
- Louis Aucoc (1914-1915)[31]
- Léon Paris (1915-1916)[32]
- Henri Rousselle (1916-1917)[33]
- Émile Deslandres (1917-1918)[34]
- Louis Peuch (1918-1919)[35]
- Louis Dausset (1919-1920)[36],[37]
- Ernest Gay (1920-1921)[38]
- Auguste Marin (1921-1922)[39]
- Barthélemy Robaglia (1922-1923)[40]
- Frédéric Brunet (1923-1924)[41]
- Émile Brisson (1924-1925)[42]
- Léopold Bellan (1925-1926)[43]
- Amédée Dherbécourt (1926-1927)[44]
- Henri Sellier (1927-1928)[45]
- Paul Fleurot (1928-1929)[46]
- Georges Delavenne (1929-1930)[47]
- Jean Bonal (1930-1931)[48]
- Étienne Rebeillard (1931-1932)[49]
- Henri Bequet (1932-1933)[50]
- Louis, René Renault (1933-1934)[51]
- Augustin Beaud (1934-1935)[52]
- Ludovic Calmels (1935-1936)[53]
- Georges Marrane (1936-1937)[54]
- Victor Constant (1937-1938)[55]
- Émile Cresp (1938-1939)[56]
- Robert Bos (1939-1940)[57],[58]
- Georges Marrane (1945-1946)[59]
- Gaston Auguet (1946-1947)[60]
- Jean Alessandri (1947-1948)[61]
- Jean Cros (1948-1949)[62]
- Martial Massiani (1949-1950)[63]
- Roger Degornet (1950-1951)[64]
- Marius Vicariot (1951-1952)[65]
- Ernest David (1952-1953)[66]
- Maurice Coutrot (1953-1954)[67]
- Henri Jouy (1954-1955)[68]
- Jean Huet (1955-1956)[69]
- Robert Chochon (1956-1957)[70]
- Roger Ménager (1957-1958)[71]
- Alphonse Le Gallo (1958-1959)[72]
- Georges Dardel (1959-1965)[73]
- Georges Suant (1965-1966)[74]
- Gaston Gévaudan (1966-1967) Ultime président du conseil général de la Seine qui tient sa dernière session en juillet 1967[75].

### Les dates des élections des conseillers généraux de la Seine: de 1904 à 1959
Les élections en Seine-banlieue pour le conseil général de la Seine avaient lieu hors des dates des élections cantonales générales (sauf en 1945). Elles se déroulaient aussi hors des dates des élections municipales (sauf en 1959), qui désignaient les conseillers municipaux et généraux de Paris-ville. Voici celles du XXe siècle :
- 29 mai[77] - 5 juin 1904
- 17 mai[78] - 24 mai 1908
- 2 juin[79] - 9 juin 1912
- 23 novembre[80] - 30 novembre 1919
- 14 juin[81] - 21 juin 1925[82]
- 26 mai[83] - 2 juin 1929[84]
- 26 mai[85] - 2 juin 1935[86]
- 23 septembre 1945
- 15 mai 1953
- 8 mars - 15 mars 1959

### La composition du conseil général de la Seine
Répartition des élus entre Paris-ville et la banlieue
| Années                               | 1871 | 1893 | 1908 | 1925 | 1935 | 1945 | 1959 |
| Élus de Paris                        | 80   | 80   | 80   | 80   | 90   | 90   | 90   |
| Élus de Seine-banlieue               | 8    | 21   | 22   | 40   | 50   | 60   | 60   |
| Nombre total de conseillers généraux | 88   | 101  | 102  | 120  | 140  | 150  | 150  |